# Janusz Nikodemski
Janusz Nikodemski, ps. „Kmicic” (ur. 20 września 1928 w Katowicach, zm. 30 marca 2022 tamże) – polski ekonomista, księgowy, powstaniec warszawski, żołnierz Polskich Sił Zbrojnych. 

## Życiorys
Urodził się 20 września 1928 roku w Katowicach, gdzie mieszkał wraz z rodziną do 1939 roku, kończąc 5 klas szkoły powszechnej. W 1940 roku został z miasta wysiedlony, po czym zamieszkał wraz z rodziną w Warszawie, przy Rynku Starego Miasta 11.
Na przełomie 1942 i 1943 roku zaangażował się w działalność konspiracyjną, roznosząc ulotki i nielegalne materiały prasowe. W 1943 roku wstąpił do Armii Krajowej. Jako 16-latek wziął udział w powstaniu warszawskim. Walczył w batalionie „Chrobry I” zgrupowania „Kuba”-„Sosna”, w plutonie bojowym por. Władysława „Konara” Jachowicza, a następnie w plutonie por. Stanisława „Grzywy” Dąbrowskiego. Walczył na Woli, a gdy rejon ten został zajęty przez Niemcy, to wycofał się wraz z oddziałem w stronę Starego Miasta, a potem kanałami do Śródmieścia Północnego.
5 października 1944 roku wraz z całym oddziałem został wzięty niewoli niemieckiej. Osadzono go w Stalagu 344 Lamsdorf, a następnie do Stalagu IV B Mühlberg, skąd skierowano go na roboty przymusowe w fabryce samolotów w Brockwitz. W maju 1945 roku został wyzwolony przez armię amerykańską podczas ewakuacji załogi fabryki.
Z angielskiego obozu przejściowego wyjechał do Włoch, by dołączyć do 2 Korpusu Polski. Od 1 lipca 1946 roku do 8 stycznia 1947 roku służył w 3 Dywizji Strzelców Karpackich jako kancelista. Po kilkumiesięcznym oczekiwaniu na repatriację w Wielkiej Brytanii powrócił do Polski w styczniu 1947 roku. Zamieszkał w Katowicach.
W 1952 roku ukończył studia wyższe I stopnia w Wyższej Szkole Ekonomicznej w Poznaniu. Zaczął pracę w Biurze Organizacji Rachunkowości jako aspirant, a po jego likwidacji – w Centrali Nasiennej w charakterze głównego księgowego. W 1955 roku zaczął pracę w Wojewódzkiej Komisji Planowania Gospodarczego. W 1963 roku uzyskał tytuł magistra ekonomii na Wyższej Szkole Ekonomicznej w Katowicach.
Był członkiem Związku Bojowników o Wolność i Demokrację i Związku Powstańców Warszawskich, gdzie w 2012 roku przejął po Marii Dembek przewodnictwo w katowickim kole związku. Ponadto był członkiem Polskiego Towarzystwa Ekonomicznego, gdzie m.in. pełnił funkcję członka Zarządu Głównego i sekretarza Sądu Koleżeńskiego.
Zmarł 30 marca 2022 roku w Katowicach. Pochowano go na cmentarzu przy ulicy H. Sienkiewicza (aleja VII, grób 114). Jego grób wpisany został do ewidencji grobów weteranów walk o wolność i niepodległość Polski.

## Życie prywatne
Pochodzi z rodziny Henryka i Janiny z domu Muszyńska. Ojciec był księgarzem i przed II wojną światową prowadził księgarnię w Katowicach. Janusz Nikodemski mieszkał wówczas wraz z rodziną przy ulicy Dworcowej 15, natomiast po wojnie zamieszkał w katowickiej Koszutce. 
Miał siostrę i brata.

## Odznaczenia
- Brązowy Medal „Za zasługi dla obronności kraju”[2]
- Krzyż Armii Krajowej[4]
- Krzyż Kawalerski Orderu Odrodzenia Polski[4]
- Krzyż Oficerski Orderu Odrodzenia Polski (2010)[11]
- Krzyż Walecznych[4]
- Medal „Pro Memoria” (2011)[12]
- Medal Wojska[4]
- Medal Zwycięstwa i Wolności 1945[2]
- Odznaka 1000-lecia Państwa Polskiego[2]
- Srebrny Krzyż Zasługi[2]
- Warszawski Krzyż Powstańczy[2]
- Złota Odznaka „Zasłużonemu w Rozwoju Województwa Katowickiego”[2]
- Złoty Krzyż Zasługi[4]